# Marthe Yankurije
Marthe Yankurije (5 luglio 1994) è una mezzofondista ruandese.

## Biografia
Si è classificata ottava ai Giochi panafricani di Rabat 2019 nei 10 000 metri piani. Lo stesso anno ha conquistato la nona posizione ai Giochi mondiali militari di Wuhan nei 5000 metri piani.
Nel 2021 ha preso parte ai Giochi olimpici di Tokyo, dove ha corso nelle batterie di qualificazione dei 5000 metri piani, senza però riuscire a raggiungere la finale.

## Progressione

### 5000 metri piani
| Stagione | Tempo    | Luogo | Data       | Rank. Mond. |
| -------- | -------- | ----- | ---------- | ----------- |
| 2021     | 15'55"94 | Tokyo | 30-7-2021  |             |
| 2019     | 15'50"07 | Wuhan | 24-10-2019 |             |

## Palmarès
| Anno | Manifestazione           | Sede  | Evento        | Risultato | Prestazione | Note                                     |
| ---- | ------------------------ | ----- | ------------- | --------- | ----------- | ---------------------------------------- |
| 2019 | Giochi panafricani       | Rabat | 10000 m piani | 8ª        | 33'17"87    | Miglior prestazione personale            |
| 2019 | Giochi mondiali militari | Wuhan | 5000 m piani  | 9ª        | 15'50"07    | Miglior prestazione personale            |
| 2021 | Giochi olimpici          | Tokyo | 5000 m piani  | Batteria  | 15'55"94    | Miglior prestazione personale stagionale |

## Campionati nazionali
- 1 volta campionessa ruandese dei 10 000 metri piani (2018)
- 1 volta campionessa ruandese di corsa campestre (2018)